# 阿布基爾灣
阿布吉爾灣（阿拉伯语：‎）位于地中海北部埃及沿海，处于阿布基尔和尼罗河口的罗塞塔之间。